# Grivița (stacja metra)
Grivița – stacja metra w Bukareszcie, na linii M4. Stacja została otwarta w 2000.